# Mészáros Sándor (költő)
Mészáros Sándor (Bözönce, 1915. szeptember 17. – Temesvár, 1983. május 27.) magyar költő és művelődésszervező.

## Életútja, munkássága
Középiskolai tanulmányait a temesvári piarista gimnáziumban és a felsőkereskedelmi iskolában végezte. Tisztviselőként különböző iparvállalatoknál dolgozott. A második világháború után az MNSZ városi szervezetének elnökeként szerepet vállalt a temesvári magyar közművelődés megszervezésében. Támogatásával alakult meg a temesvári Magyar Népszínház és épült fel a Magyar Ház udvarán a szabadtéri színpad. Verseit, műfordításait a Szabad Szó, valamint a Bánsági Magyar Írók Antológiája (Temesvár, 1946) közölte.

## Kötete
- Az én hazám (Temesvár, 1945)